# 大隻佬 (電影)
《大隻佬》（英語：Running on Karma）是一部於2003年上映的香港電影，由杜琪峰和韋家輝擔任導演，元彬任武術導演，以及劉德華、張栢芝主演，此片亦是繼《老鼠愛上貓》後，劉德華與張栢芝再一次在銀幕合作。
該片獲第23屆香港電影金像獎十三項提名，奪得最佳電影、最佳編劇和最佳男主角獎，及第十屆香港電影評論學會大獎最佳男女主角獎。香港收获2633万港币，位列香港年度华语片第三位。該片亦代表香港角逐2004年奥斯卡最佳外语片。
該片是劉德華在中國星集團拍攝的最後一部電影，之後便結束與中國星集團的14年賓主關係，加盟寰亞電影有限公司。

## 劇情
身材壯碩武藝超凡的武僧大隻佬（劉德華飾）在逃離探員李鳳儀（張栢芝飾）的追捕期間，遇上警犬，同時在警犬身後見到小童追打狗隻的影像，警犬隨即被追捕歹徒的警員誤射死亡。大隻佬首次展現他看到因果的能力，接著，又在李身後看到日軍屠殺平民的影像。
大隻佬見李鳳儀生性善良，決定幫助李查一宗凶殺案，但誓言破案後，兩人便如同陌路。大隻佬在房中查看過屍首後，再次展現能看到過去的能力，稱之為「看到因果」。死者過去（前世）曾經出賣凶手，而凶手（前世）卻因臨死前救過獨角甲蟲因而遭殺害後，截斷了一隻獨角甲蟲的左手。大隻佬因而斷言（今世），將會有一位失去左手的女士會幫助凶手。最後，大隻佬成功幫助警方捉拿凶手，還救了李鳳儀一命，也阻止了怒不可遏的警長打凶手。大隻佬對警長說：「一念天堂，一念地獄」。
李鳳儀到五台山追查大隻佬的身世，得知大隻佬的好朋友小翠被一個名為孫果的逃犯打死。大隻佬到山上追凶不果，打樹洩憤，錯手打死了一隻小鳥，便在樹下靜思。七日七夜後，大隻佬說看到了因果，還俗不再做和尚。
李鳳儀在另一次警方追捕飛賊的行動中，失足墜樓，幸好大隻佬及時出手相救。而大隻佬更將見到日本兵殺人的影像的事件告訴了李，李很震驚，以為自己前世是日本兵，今世要還債，會被人打死。但大隻佬卻解說，李鳳儀不是日本兵，日本兵不是李鳳儀，不是前世今生的問題，是日本兵殺了人，李鳳儀便要死，是因果法則。李反問：這是否公道。大隻佬說看到因果後，知道這是公道。(亦即只見因果，未見輪迴)
大隻佬和老師傅見面，說出因為李鳳儀善良而出手救她，所以老師傅說李已經努力救贖自己，但需要時間。李鳳儀和大隻佬再相遇，李問，這是否就是「萬般帶不走，唯有業隨身。」（業有善惡，種善因得善果，種惡因得惡報。）李鳳儀幫助大隻佬追尋凶手，親自上深山追尋孫果，結果遭孫果虐殺並斬首。老師傅說李鳳儀雖然很努力，做得很好，但始終惡業太重，結果日本兵是砍人頭者，人亦砍李鳳儀頭。大隻佬悲憤難名，跑上山找尋李鳳儀及追凶，結果在山洞遇到另一個衣衫襤褸的大隻佬。衣衫襤褸的大隻佬自稱是殺李的凶手，還挑釁大隻佬。大隻佬差點再因憤怒而開殺戒，大隻佬覺悟惡念的可怕，決定就留在山上修行。
五年後（2008年），大隻佬身形消瘦變回常人身材並頓悟得道，他遇上躲藏山中十年的孫果，大隻佬擁抱並感化孫果，把他帶下山投案。大隻佬決定剃光髮鬚穿回僧袍再次出家，跟警察要了一支菸抽後瀟灑離開。

## 角色
| 演員   | 角色                       |
| 劉德華 | 大隻佬、了因               |
| 張栢芝 | 李鳳儀                     |
| 張兆輝 | 重案組（鍾Sir），李的上司  |
| 秦煌   | CID，李的上司              |
| 湯寶如 | 教師（失去左手的女士）     |
| 文仲   | 武師父（粵語配音：蔡國慶） |
| 侯連升 | 文師父（粵語配音：譚一清） |
| 賀生偉 | 孫果                       |
| 張萌   | 小翠                       |
| 黃華和 | 白頭佬                     |
| 韓國材 | 飛賊                       |

## 主題曲
| 歌名             | 作曲   | 作詞 | 編曲   | 監製                   | 演唱   |
| 《身外情》 （粵) | 梁基爵 | 林夕 | 梁基爵 | 黃耀明，梁基爵，蔡德才 | 黃耀明 |
| 《帶不走》 （國) | 梁基爵 | 林夕 | 梁基爵 | 黃耀明，梁基爵，蔡德才 | 黃耀明 |

## 創作

### 發展
2002年年底，杜琪峰、韋家輝兩位導演在四川拍攝賀歲片《百年好合》时，韋家輝被當地的巨大佛像所吸引，其腦中閃過一個畫面：一個身材魁梧的大隻佬站在一個巨大的佛像旁，形成一個有趣的對比。幾個月後韋家輝經過銅鑼灣一間健身用品店時，有了劉德華飾演大隻佬的靈感。從那刻起整齣戲的意念便确定。導演表示：“大隻佬可以說是一個現代的濟公。在戏中他会面对各种不同的敌人，但是他真正最大的对手是“轮回”，那是一股巨大的力量让人难以抗衡。”兩位導演希望这部作品除了具有娛樂元素外，更能帶給觀眾一個有內容、值得思考的主題。
之所以选择刘德华和张柏芝担任男女主角，杜導演說“戲裡的大隻佬表面遊戲人間，但是他其實對人生有獨特的看法。劉德華擁有超過二十年的演出資歷，也經歷了事業的起起伏伏，因此我們相信他是飾演大隻佬的最佳人選。”韋導演表示：「張栢芝出道短短五年，人生體驗遠遠超過同年齡的女子，因此我們認為她能夠勝任戲中的角色。」

### 拍攝
劉德華穿著超過二十公斤的大隻佬造型由曾經在《瘦身男女》合作過的好萊塢特技化妝公司  Edge EFX  负责。2002年9月，劉德華前往美國洛杉矶進行量身和製模工作，大隻佬全身特效化粧一共用了十二位特技人員參與、超過六個月時間製作，Edge EFX在2003年3月份完成製作工作，製作費超過《瘦身男女》裡的兩個胖子造型。三位化妝人員每天需要超過八個小時的時間才能完成化妝工作。
2003年3月中旬在香港開拍，至四月時劇組面臨SARS（沙士）傳染病，为了減少感染的機會，剧组不得不暫停拍攝一段時間，也被迫延遲前往中國大陸的拍攝計劃。等山西解除SARS禁令后，剧组才到山西取景，另外北京也是取景地。整齣片在七月底完成攝製工作。

## 獎項
| 頒獎典禮                       | 獎項               | 名單                            | 結果 |
| ------------------------------ | ------------------ | ------------------------------- | ---- |
| 香港電影金像獎（第23屆）       | 最佳電影           | 大隻佬                          | 獲獎 |
| 香港電影金像獎（第23屆）       | 最佳導演           | 杜琪峰、韋家輝                  | 提名 |
| 香港電影金像獎（第23屆）       | 最佳編劇           | 韋家輝、游乃海、 歐健兒、葉天成 | 獲獎 |
| 香港電影金像獎（第23屆）       | 最佳男主角         | 劉德華                          | 獲獎 |
| 香港電影金像獎（第23屆）       | 最佳女主角         | 張栢芝                          | 提名 |
| 香港電影金像獎（第23屆）       | 最佳男配角         | 張兆輝                          | 提名 |
| 香港電影金像獎（第23屆）       | 最佳剪接           | 羅永昌                          | 提名 |
| 香港電影金像獎（第23屆）       | 最佳美術指導       | 余家安                          | 提名 |
| 香港電影金像獎（第23屆）       | 最佳服裝造型設計   | 余家安、黃家寶                  | 提名 |
| 香港電影金像獎（第23屆）       | 最佳動作設計       | 元 彬                           | 提名 |
| 香港電影金像獎（第23屆）       | 最佳原創電影歌曲   | 身外情                          | 提名 |
| 香港電影金像獎（第23屆）       | 最佳音響效果       | 卓保怡、莫美華、羅柏禹          | 提名 |
| 香港電影金像獎（第23屆）       | 最佳視覺效果       | 馬文現                          | 提名 |
| 香港電影評論學會大獎（第10屆） | 最佳編劇           | 韋家輝、游乃海、 歐健兒、葉天成 | 獲獎 |
| 香港電影評論學會大獎（第10屆） | 最佳男演員         | 劉德華                          | 獲獎 |
| 香港電影評論學會大獎（第10屆） | 最佳女演員         | 張栢芝                          | 獲獎 |
| 香港電影評論學會大獎（第10屆） | 推薦電影           | 大隻佬                          | 獲獎 |
| 香港電影金紫荊獎（第9屆）      | 最佳影片           | 大隻佬                          | 提名 |
| 香港電影金紫荊獎（第9屆）      | 最佳導演           | 韋家輝、杜琪峰                  | 提名 |
| 香港電影金紫荊獎（第9屆）      | 最佳男主角         | 劉德華                          | 提名 |
| 香港電影金紫荊獎（第9屆）      | 最佳編劇           | 韋家輝、游乃海、 歐健兒、葉天成 | 提名 |
| 香港電影金紫荊獎（第9屆）      | 十大華語片         | 大隻佬                          | 獲獎 |
| 香港特區十周年電影選舉         | 最佳編劇           | 韋家輝、游乃海、 歐健兒、葉天成 | 提名 |
| 香港特區十周年電影選舉         | 最佳男主角         | 劉德華                          | 提名 |
| 香港特區十周年電影選舉         | 最具創意電影       | 大隻佬                          | 提名 |
| 华语电影传媒大奖（第4屆）      | 最佳電影（港台）   | 大隻佬                          | 提名 |
| 华语电影传媒大奖（第4屆）      | 最佳導演（港台）   | 杜琪峰、韋家輝                  | 提名 |
| 华语电影传媒大奖（第4屆）      | 最佳編劇（港台）   | 韋家輝、游乃海、 歐健兒、葉天成 | 獲獎 |
| 华语电影传媒大奖（第4屆）      | 最佳男主角（港台） | 劉德華                          | 獲獎 |
| 华语电影传媒大奖（第4屆）      | 最佳女主角（港台） | 張栢芝                          | 提名 |
| 华语电影传媒大奖（第4屆）      | 港台最受歡迎影片   | 大隻佬                          | 提名 |
| 华语电影传媒大奖（第4屆）      | 港台最受歡迎男演員 | 劉德華                          | 銀獎 |
| 华语电影传媒大奖（第4屆）      | 港台最受歡迎女演員 | 張栢芝                          | 金獎 |
| 金馬獎（第41屆）               | 最佳視覺效果       | 馬文現                          | 提名 |
| 金馬獎（第41屆）               | 最佳造型設計       | 黃家寶                          | 提名 |
| 金馬獎（第41屆）               | 最佳動作設計       | 元 彬                           | 提名 |
| 金馬獎（第41屆）               | 最佳原創電影歌曲   | 身外情                          | 提名 |

## 外部連結
- Yahoo奇摩電影上《大隻佬》的資料（繁體中文）
- 開眼電影網上《大隻佬》的資料（繁體中文）
- 豆瓣电影上《大塊頭有大智慧》的資料 （简体中文）
- 时光网上《大塊頭有大智慧》的資料（简体中文）
- AllMovie上《大隻佬》的资料（英文）
- 爛番茄上《大隻佬》的資料（英文）
- 香港影庫上《大隻佬》的資料（繁體中文）
- 互联网电影数据库（IMDb）上《大隻佬》的资料（英文）